# Larentia pallidata
Larentia pallidata är en fjärilsart som beskrevs av Otto Staudinger 1901. Larentia pallidata ingår i släktet Larentia och familjen mätare. Inga underarter finns listade i Catalogue of Life.